# Juillet 2005

## Vendredi1erjuillet
- États-Unis : le Time a communiqué les notes personnelles de son journaliste Matt Cooper à un procureur. Le journaliste avait été sommé par la Cour suprême de les transmettre au procureur pour ainsi révéler l'identité de l'un de ses informateurs, qui lui avait communiqué l'identité d'un agent de la CIA (ce qui est un crime aux États-Unis). La journaliste du New York Times Judith Miller est dans le même cas, mais cette dernière a pour l'instant refusé de s'exécuter, tout comme son journal. Elle encourt une peine de prison pour outrage à la cour. Matt Cooper regrette l'attitude de son magazine, car cela nuit à la liberté de la presse. Le New York Times s'est déclaré « profondément déçu » par la décision du Time.
- États-Unis : Sandra Day O'Connor, 75 ans, première femme à avoir été nommée juge à la Cour suprême des États-Unis, sous la présidence de Ronald Reagan en 1981 a annoncé son intention de prendre sa retraite. Elle était restée la seule femme de l'institution jusqu'en 1993 après la nomination, par Bill Clinton, de Ruth Bader Ginsburg. Le président George W. Bush aimerait voir un juge très conservateur à la place du juge O'Connor, alors que cette dernière est une conservatrice modérée, ayant votée tantôt avec les conservateurs tantôt avec les démocrates. Le Parti démocrate va essayer de tout faire pour s'y opposer lors de la confirmation du Sénat.
- France : le député socialiste du Pas-de-Calais Jack Lang a confirmé qu'il serait candidat à la candidature au sein du PS pour 2007 et qu'il autoriserait le mariage homosexuel s'il emportait l'élection présidentielle.
- France : date traditionnelle des hausses de tarifs et de prestations ; les indemnités chômage et les allocations logement APL sont oubliées de la revalorisation. Réunification des six SMIC créés par les 35 heures ; le plus bas est augmenté de 5,5 %.
- États-Unis : mort du chanteur américain de musique soul Luther Vandross à l'âge de 54 ans au centre médical John Fitzgerald Kennedy à Edison (New Jersey), deux ans après avoir été victime d'une attaque cérébrale.

## Samedi2 juillet
- Monde : une série de concerts, appelée Live 8, a lieu un peu partout dans le monde. Elle a pour but d'inciter les pays les plus riches du monde, qui se réunissent en G8, à lutter contre la pauvreté dans le monde.
- Royaume-Uni, Écosse : une manifestation, rassemblant 200 000 personnes, a eu lieu à Édimbourg. Elle a pour but d'inciter les pays du G8, qui se réunissent à partir du 13 juillet au Gleneagles Hotel au nord-ouest d'Édimbourg, à lutter contre la pauvreté dans le monde. C'est la plus importante manifestation qui a jamais eu lieu en Écosse.
- France, Politique : le sénateur socialiste Jean-Luc Mélenchon, partisan du non à la Constitution européenne, estime, dans un entretien au quotidien régional « la Provence », que Laurent Fabius est « vraisemblablement le mieux placé » pour être le candidat socialiste à la présidentielle de 2007.
- Nicaragua : un séisme de 6,7 sur l'échelle de Richter a frappé une grande partie du pays à 3 h 16 UTC, causant des scènes de panique dans les rues mais sans faire de dégâts ou de blessés. Son épicentre se situe dans l'océan Pacifique, à 70 kilomètres de la côte et cent kilomètres dans la capitale Managua.
- Autriche : deux trains sont entrés en collision à Bramberg près de Salzbourg, provoquant la mort de deux personnes et en blessant trente-trois autres.
- Chine : plusieurs coulées de boue au Sichuan ont fait quatre morts et provoquées l'évacuation de quatre mille personnes.
- France : le journaliste toulousain, René Itzhak Autard, 60 ans, a été retrouvé assassiné à son domicile.
- France : ordination d'une femme prêtre, Geneviève Beney, par un groupe catholique dissident du Vatican à Lyon.
- Irak : l'ambassadeur d'Égypte Ihab al-Sherif a été enlevé à Bagdad. Ihab al-Sherif est le premier ambassadeur nommé par l'Égypte en Irak depuis la chute du régime de Saddam Hussein. Il était arrivé à Bagdad le 1er juin.

## Dimanche3 juillet
- Albanie : élections législatives visant à élire 140 députés sur 1 253 candidats ont lieu. Les deux principaux partis s'opposant sont le Parti socialiste du premier ministre Fatos Nano et le Parti démocrate de l'ancien président Sali Berisha. La campagne électorale a été entachée de plusieurs incidents (affiches arrachées, candidats molestés ou intimidés). Cependant, durant les derniers jours un calme relatif a eu lieu. 2,8 millions d'électeurs devraient participer aux élections, en la présence de cinq cents observateurs internationaux.
- Inde : les inondations dans l'ouest du pays ont fait 124 morts et des millions de sinistrés.
- Chine : un coup de grisou dans une mine du Shanxia fait dix-neuf morts.
- Italie : mort du metteur en scène italien Alberto Lattuada à l'âge de 90 ans.
- France : mort du pilote amateur français Xavier Fabra après une chute lors des 24 heures d'endurance motocyliste du Circuit de Catalogne, dans le nord-est de l'Espagne. Il avait 45 ans.
- Roumanie : trois morts et un enfant sont portés disparus dans de violentes pluies.
- États-Unis : mort de Gaylord Nelson, fondateur de la Journée de la terre, à l'âge de 89 ans.
- France : mort du musicien de jazz français Pierre Michelot, considéré comme l'un des plus grands contrebassistes européens, à l'âge de 77 ans à Paris, des suites de la maladie d'Alzheimer.
- France : mort du peintre abstrait français Camille Claus à l'âge de 85 ans. Il était l'un des artistes alsaciens majeurs du XXe siècle.
- France : élection de Bruno Julliard comme président de l'Union nationale des étudiants de France (UNEF).

## Lundi4 juillet
- Canada : libération de Karla Homolka, épouse et complice du tueur en série Paul Bernardo
- France : résultats du baccalauréat.
- Colombie : selon le numéro deux des FARC, qui détiennent depuis plus de trois ans, l'ancienne candidate des Verts à la présidentielle, la franco-colombienne Íngrid Betancourt, pourrait encore passer quatre années en détention si l'actuel président Álvaro Uribe était réélu en 2006.
- Atlanta, États-Unis : Deep Impact, une sonde de la NASA, a lancé un projectile sur la comète Tempel 1 ce lundi. Le but de l'explosion ainsi provoquée est d'étudier par spectroscopie la composition interne de la comète et de mieux comprendre la formation du système solaire.
- Cameroun : Trente personnes sont mortes après le naufrage de leur bateau au large des côtes du village de Campo à quatre cents kilomètres au sud de la capitale, Yaoundé. Le bateau qui se rendait au Gabon transportait soixante passagers, dont des ressortissants du Nigeria, du Mali et du Bénin. On ignorait dans l'immédiat les causes de l'accident.

## Mardi5 juillet
- Indonésie : un séisme d'une magnitude de 6,8 sur l'échelle de Richter a secoué l'île indonésienne de Sumatra à 8 h 52 locales (1 h 52 UTC), ébranlant les bâtiments et provoquant la panique au sein de la population. Il n'y aurait aucun dégât ni victime.
- Île Maurice : Navin Ramgoolam a été nommé premier ministre en remplacement du démissionnaire Paul Bérenger, à la suite de la défaite de son Alliance gouvernementale aux législatives.
- France : la présidente de l'institut de sondage Ifop, Laurence Parisot élue à la tête du MEDEF dès le premier tour, devenant la première femme à prendre la tête de l'organisation patronale.
- États-Unis : mort du scénariste américain Ernest Lehman, des suites d'une crise cardiaque au centre médical de l'université de Californie à Los Angeles. Il avait 89 ans.

## Mercredi6 juillet
- Royaume-Uni : ouverture du sommet du G8 à Gleneagles en Écosse. Le sommet va durer jusqu'au 8 juillet. Il y est notamment question de la lutte à la pauvreté africaine ainsi que des changements climatiques.
- Jeux olympiques 2012 : c'est ce matin, peu avant trois heures, que les cinq villes candidates pour accueillir les Jeux olympiques d'été de 2012, ont passé leurs oraux. C'est Paris qui a ouvert le bal avec son maire Bertrand Delanoë, le président de la République Jacques Chirac et le ministre de la Jeunesse et des Sports Jean-François Lamour puis New York avec son maire Michael Bloomberg et avec sa sénatrice Hillary Clinton. Ensuite Moscou avec son maire Iouri Loujkov, Londres avec le président de Londres-2012 Sir Sebastian Coe et le premier ministre Tony Blair et pour terminer Madrid avec le premier ministre José Luis Rodríguez Zapatero et la reine Sophie. Les candidatures de Moscou, New York puis Madrid ont été éliminées lors des trois premiers tours du vote du CIO. À 13 h 49, le vainqueur a été annoncé, il s'agit de Londres à 54 voix contre Paris à 50 voix. En France, c'est la déception. Paris enregistre un troisième échec après les Jeux de 1992 (attribués à Barcelone) et de 2008 (attribués à Pékin). David Douillet indique que la France « a fait le maximum » et qu'elle n'a « pas à rougir ». « Nous devons perdre dans la dignité », a-t-il déclaré avant d'ajouter que « nous, nous avons respecté les règles ».
- Union européenne : le parlement européen rejette par 648 voix contre 14 le projet controversé de directive (ainsi que les propositions d'amendement) sur les brevets logiciels après le ralliement des conservateurs à la gauche et aux libéraux.
- Monaco : le prince Albert II reconnaît l'enfant qu'il a eu avec Nicole Coste, une ancienne hôtesse de l'air d'origine togolaise.
- Chili : levée de l'immunité de l'ex-dictateur chilien Augusto Pinochet ouvrant la voie à son jugement pour violation des droits de l'homme.
- États-Unis : mort de l'écrivain américain Ed McBain, grande figure du roman noir américain des suites d'un cancer du larynx, à l'âge de 78 ans, dans sa maison du Connecticut.
- États-Unis : mort de l'ancien chef du FBI durant le scandale du Watergate, Patrick Gray d'un cancer à l'âge de 88 ans.
- France : mort de l'écrivain français Claude Simon, prix Nobel de littérature 1985 à Paris à l'âge de 91 ans.
- Malte, La Valette : le parlement maltais ratifie à l'unanimité la Constitution pour l'Europe.
- Kourou, Guyane : Arianespace reporte le lancement de la fusée Ariane 5 (transportant le satellite Taicom 4 (IPstar)) en raison d'une « anomalie au sol ».
- France, télévision : Patrick de Carolis a été élu, pour un mandat de cinq ans, président de France Télévisions avec cinq voix sur neuf.
- France, cinéma : Sortie au cinéma en France du film de Steven Spielberg La Guerre des mondes, tiré du roman de 1898 de H. G. Wells. Ce film est la deuxième adaptation cinématographique du roman après celle en 1954 de Byron Haskin qui y allait de sa propre vision du chef-d'œuvre. Gene Barry et Ann Robinson en étaient les principales vedettes (et figurent au générique de la nouvelle production, en guise de clin d'œil).

## Jeudi7 juillet 2005
- Royaume-Uni, Attentats de Londres du 7 juillet 2005 : quatre explosions ont pratiquement eu lieu simultanément vers 8 h 49 heure locale, 9 h 49 UTC, dans le métro de Londres, le quartier financier de Liverpool Street, à la station de métro d'Edgware Road, dans le nord-ouest de la capitale et dans un bus à Tavistock Square, près du British Museum, quelques minutes après la première explosion survenue dans le métro. Le trafic du métro londonien a été totalement suspendu. Tony Blair a confirmé qu'il s'agissait bien d'attaques terroristes. Selon la police il y a au moins 37 morts et sept cents blessés. Le ministre français de l'intérieur avance les chiffres cinquante morts et trois cents blessés.
- Irak : Al-Qaïda annonce avoir tué l'ambassadeur d'Égypte, Ihab al-Chérif.
- Haïti : cinq personnes au moins sont mortes touchée de plein fouet par l'ouragan Dennis, qui a soufflé des vents atteignant les 225 km/h. En Jamaïque, plusieurs rivières sont sorties de leur lit, et la plupart des routes ont été coupées. L'électricité a été coupée pour environ 10 % de la population.
- Indonésie : le naufrage d'un ferry au large du pays pourrait avoir fait deux cents morts, ont déclaré des secouristes rendus sur les lieux du sinistre. Des survivants ont indiqué que deux cents personnes étaient à bord. Le ferry surchargé ne possédait pas d'équipements de sécurité.

## Vendredi8 juillet
- Israël : un train est entré en collision avec un camion près de la ville de Kiryat Gat dans le sud du pays et blessant plusieurs personnes dont une grièvement.
- Ouragan : le président cubain Fidel Castro annonce que l'ouragan Dennis a fait au moins dix morts et plus de 1,5 million de personnes évacuées. En Floride, aux États-Unis, où l'ouragan est attendu dimanche ou lundi, 100 000 personnes ont été évacuées. Il menace également les installations pétrolières du golfe du Mexique.
- France : mort de l'acteur et violoncelliste français Maurice Baquet à Noisy-le-Grand (Seine-Saint-Denis) à l'âge de 94 ans.

## Samedi9 juillet
- France : un autocar de deux étages, transportant soixante-six touristes de nationalités belge et néerlandaise, s'est couché vers quatre heures du matin sur l'autoroute A9, à hauteur d'Agde, dans l’Hérault. Selon un bilan encore provisoire, l'accident a fait deux morts (un garçon de 10 ans et un homme de 40 ans) et seize blessés, dont quatre graves. Les quarante-huit autres passagers de l'autocar ont été choqués ou légèrement commotionnés. Le chauffeur, mis en garde à vue après l'accident, a été relâché dimanche après-midi.
- États-Unis : mort de l'acteur américain Kevin Hagen à l'âge de 77 ans d'un cancer de l'œsophage. Il s'est fait connaître en jouant le docteur Hiram Baker dans La Petite Maison dans la prairie.

## Dimanche10 juillet
- Indonésie : un séisme d'une magnitude de 6,1 sur l'échelle de Richter a frappé l'île de Sulawesi. L'épicentre a été situé à 70 kilomètres à l'ouest de la région de Palu et a été enregistré à 8 h 5, heure de Hong Kong (0 h 5 UTC). On ne sait pas pour l'instant si le séisme a fait des victimes ou des dégâts sur l'île.
- Turquie : une vingtaine de personnes, dont une grièvement et deux touristes étrangers, ont été blessées dans l'explosion d'une bombe à Çeşme, dans une station balnéaire turque sur la côte de la mer Égée. Les explosifs, contenus dans une canette de soda, avaient été placés dans une poubelle près d'une banque dans le centre de cette ville située à quelque 70 kilomètres d'Izmir. Des séparatistes kurdes se réclamant des Faucons de libération du Kurdistan (TAK), une aile radicale du Parti des travailleurs du Kurdistan (PKK), ont revendiqué l'attentat et en ont annoncé d'autres.
- Luxembourg : le « oui » à la Constitution européenne arrive en tête, après dépouillement de plus d'un tiers des bulletins de vote. Le camp du oui obtiendrait 56,45 % des voix contre 43,55 % pour le non, à la suite du dépouillement de 93,5 % des bulletins. Le premier ministre Jean-Claude Juncker avait annoncé qu'il démissionnerait si le non l'emportait.
- Kirghizstan : le président par intérim Kourmanbek Bakiev aurait remporté l'élection présidentielle avec 88,63 % des voix. Ces dernières semaines, Kourmanbek Bakiev avait montré qu'il désirait se rapprocher de son grand voisin russe en désirant voir l'ouverture d'une nouvelle base militaire russe. D'un autre côté, il a souhaité voir la fermeture de la base américaine créée en 2001, pour servir de base arrière aux forces internationales durant la guerre d'Afghanistan.

## Lundi11 juillet
- Russie : une explosion dans un centre commercial de Oukhta fait 24 morts. On ne dispose pas de plus amples informations dans l'immédiat sur l'origine de cette explosion. D'après l'agence de presse russe Interfax, l'explosion a été suivie d'un violent incendie.
- Bosnie-Herzégovine, Srebrenica : 40 000 personnes ont participé aux cérémonies commémorant les 10 ans du massacre de Srebrenica par les forces militaires serbes, qui ont exécuté environ 8 000 musulmans en juillet 1995. À cette occasion, 610 corps ont été enterrés, en la présence de nombreuses personnalités étrangères comme les ministres des affaires étrangères du Royaume-Uni, de la France et des Pays-Bas. Le président de la Serbie, Boris Tadić, a participé également aux cérémonies. L'événement était placé sous très haute surveillance en raison de la découverte de 35 kilos d'explosifs sur le site du mémorial. Aucun autre incident n'a été à déplorer.
- Chine : une explosion dans la mine de charbon de Shenlong dans la région du Xinjiang a fait au moins 81 morts et 2 disparus.

## Mardi12 juillet
- ONU : Les États-Unis ont annoncé leur opposition au projet d'ajouter 10 membres au Conseil de sécurité, dont 6 permanents sans droit de veto.
- Monaco a hissé les couleurs de son drapeau rouge et blanc pour célébrer l'avènement de son nouveau prince Albert II, trois mois après la mort de son père.
- France : Dominique de Villepin a retenu 67 dossiers de pôles de compétitivité, sur les 105 présentés, et doublé l'enveloppe qui leur est destinée à 1,5 milliard d'euros durant trois ans, afin de redynamiser l'aménagement du territoire et surtout lutter contre les délocalisations.
- France : la rémunération du président-directeur général du groupe aérien Air France-KLM, Jean-Cyril Spinetta, a quasiment doublé en un an, pour atteindre 710 000 euros au titre de l'exercice 2004-2005 (clos fin mars), selon le rapport annuel qui doit être remis aux actionnaires lors de l'assemblée générale du groupe.
- France : Début d'une grève de 240 saisonniers agricoles étrangers, sous contrat OMI, à Saint-Martin-de-Crau
- Tour de France : la 10e étape du Tour part à l'assaut des Alpes. La première arrivée du Tour à Courchevel a été remportée par Alejandro Valverde, mais Lance Armstrong semble avoir repris le maillot jaune avec un avantage décisif.
- Érythrée : 56 personnes sont mortes dans la chute de leur bus surchargé dans un ravin entre Adi Quala et Maimene, dans le sud du pays.
- Royaume-Uni : un premier suspect a été arrêté par Scotland Yard à la suite des attentats de Londres du 21 juillet 2005.
- Costa Rica : au moins 18 personnes ont été tuées dans l'incendie d'un hôpital à San Jose.
- Europe : grève européenne dans le groupe d'électroménager suédois Electrolux contre les délocalisations : 2 000 grévistes en Allemagne et 5 000 en Italie.

## Mercredi13 juillet
- Amérique du Nord : le plus long conflit de l'histoire du sport professionnel en Amérique du Nord est terminé. Après 301 jours de lock-out, joueurs et propriétaires de la Ligue nationale de hockey ont conclu une entente sur un nouveau contrat de travail.
- Pakistan : trois trains de voyageurs sont entrés en collision vers 4 heures locales dans une gare proche de Ghotki, dans la province de Sind dans le sud du pays, pulvérisant une douzaine de wagons et tuant au moins 128 personnes et en blessant 117 autres dont 12 grièvement. C'est la pire catastrophe ferroviaire que le Pakistan ait connue depuis dix ans.
- Roumanie : de fortes inondations ont provoqué la mort de quatre personnes et la disparition de sept autres.
- France : arrivée en France du président brésilien Luís Inácio da Silva, dit Lula, pour une visite officielle de trois jours. Concert du ministre Gilberto Gil à la Bastille.
- France : Environ 250 voitures ont été incendiées en France et des incidents, la plupart en Île-de-France, ont eu lieu en marge des célébrations populaires du 14 juillet, dans la nuit de mercredi à  jeudi.
- États-Unis : la NASA a annoncé le report du lancement de la navette spatiale Discovery à la suite d'un problème technique sur l'alimentation en comburant. Discovery doit rejoindre la Station spatiale internationale (ISS) pour y amener environ douze tonnes de matériel et permettre ainsi la fin de l'assemblage de l'ISS. C'est le premier vol de navette spatiale depuis la désintégration lors de son retour dans l'atmosphère de la navette spatiale Columbia le 1er février 2003.

## Jeudi14 juillet
- Royaume-Uni, Londres : Scotland Yard pense avoir identifié le chef des quatre kamikazes, auteurs des attentats de Londres du 7 juillet, affirme jeudi le Times sans nommer ce suspect. L'homme, un britannique d'origine pakistanaise comme les autres suspects, serait arrivé dans un port britannique il y a un mois et aurait quitté le pays à la veille des attaques qui ont fait 55 morts et 700 blessés.
- France, Paris : le défilé du 14 juillet sur les Champs-Élysées à Paris se déroulera cette année sous le double signe « des armées au service de la solidarité » et de la célébration par la France de l'année du Brésil, en présence du président brésilien Lula da Silva.
- France : après les revers du référendum européen et des Jeux olympiques, Jacques Chirac s'est efforcé dans son allocution télévisée du 14 juillet de redonner confiance aux Français en vantant les atouts du pays et s'est abstenu de polémiquer avec son bouillant ministre de l'Intérieur Nicolas Sarkozy.
- France : plus d'une centaine de voitures a été incendiée et divers incidents ont éclaté dans la nuit de mercredi à jeudi en Île-de-France, en marge des bals populaires du 14 juillet, entraînant environ 70 interpellations, a-t-on appris de source policière et auprès des gendarmes.
- Irak, Bagdad : un civil a été tué et au moins six autres personnes ont été blessées jeudi matin par un double attentat suicide en plein centre de Bagdad au lendemain d'une attaque suicide contre des soldats américains dans la capitale ayant coûté la vie à trente-deux enfants et adolescents. De plus, un civil a été tué et six personnes ont été blessées dans un double attentat suicide près de la « zone verte » à  Bagdad, alors que l'armée américaine a annoncé l'arrestation d'un responsable d'Al-Qaïda en Irak soupçonné d'implication dans l'assassinat d'un diplomate égyptien.
- Tour de France : la douzième étape du Tour de France cycliste sort aujourd'hui des Alpes par le sud pour relier Briançon à Digne-les-Bains sur un parcours accidenté de 187 kilomètres qui ressemble par son profil à l'étape de Gap voici deux ans. David Moncoutié (Cofidis) a remporté en solitaire cette 12e étape du Tour de France cycliste, le jour de la fête nationale française.
- Palestine : la police et les services de sécurité palestiniens ont été placés jeudi soir en état d'alerte dans la bande de Gaza en raison de « la tension sur le terrain », selon un porte-parole du ministère palestinien de l'Intérieur. Plusieurs affrontements entre les forces de sécurité palestinienne et des activistes du Hamas ont eu lieu dans la nuit de jeudi à vendredi faisant cinq blessés dans les rangs du Hamas ainsi que deux civils. Elles ont pour origines la volonté du gouvernement palestinien de stopper les attaques au mortier et à la roquette conte Israël depuis Gaza.
- Sport : le milieu de terrain d'Arsenal Football Club (première division anglaise) et capitaine de l'équipe de France de football, Patrick Vieira, 29 ans, a signé un contrat de cinq ans en faveur de l'équipe turinoise de la Juventus, a annoncé jeudi le club italien sur son site internet.

## Vendredi15 juillet
- France : 13e étape du Tour de France 2005 qui voit la troisième victoire au sprint de l'australien Robbie McEwen.
- France : Le ministre délégué aux relations avec le Parlement Henri Cuq annonce le report des élections municipales, cantonales et sénatoriales en 2008.
- France - Brésil : Fin de la visite de Lula en France; lui et M. Chirac ont signé un accord pour construire un pont sur l'Oyapock entre la Guyane et l'état d'Amapa.
- France : Ladji Doucouré devient le premier athlète français à courir le 110 mètres haies sous les 13 secondes avec un chrono de 12 s 97.
- Haïti : Le journaliste Jacques Roche est retrouvé mort assassiné.
- Sénégal : L'ancien Premier ministre sénégalais Idrissa Seck est arrêté vendredi pour atteinte possible à la sûreté de l'État. ON l'accuse d'avoir dilapidé des fonds publics dans son bastion de Thiès, ville dont il est maire.
- Astronomie : Une équipe américaine annonce avoir découvert une planète HD 188753 entourée de trois  soleils dans la constellation du Cygne.

## Samedi16 juillet
- Turquie : un attentat faisant au moins quatre morts et quatorze blessés dans un minibus de la station balnéaire de Kusadasi sur la mer Égée, dans l'ouest de la Turquie. Cette explosion survient après un autre attentat contre des touristes, le 10 juillet, revendiqué par des séparatistes kurdes qui avaient promis de continuer. Pour l'instant, l'attentat n'a pas été revendiqué.
- Unesco : dans la nuit de vendredi à samedi, l'Unesco a inscrit dix-sept nouveaux sites au patrimoine mondial. Ce qui porte maintenant à huit cent douze le nombre de sites protégés, répartis sur cent trente-sept États. Six cent vingt-huit d'entre eux sont des sites culturels, cent soixante sont naturels et vingt-quatre sont mixtes.
- France : Georg Totschnig remporte la 14e étape du Tour de France 2005 dans les Pyrénées.
- Irak : attentat à Moussayeb, au sud de Bagdad. Un camion-citerne explose dans des conditions encore non précisées faisant au moins 98 morts et plus de 100 blessés.
- États-Unis, anniversaire : le 16 juillet 1945, dans le ciel d'Alamogordo, dans le désert du Nouveau-Mexique, explosait la première bombe atomique, présage de l'accélération de la fin du conflit et de ce qui allait se passer trois semaines plus tard à Hiroshima et Nagasaki.
- Littérature : mise en vente de la version anglaise du 6e tome des aventures d'Harry Potter de J. K. Rowling à minuit.

## Dimanche17 juillet
- Israël-Palestine : un mois avant l'évacuation de la bande de Gaza, la tension monte entre Mahmoud Abbas, Ariel Sharon et le Hamas. Abbas somme le Hamas de respecter la trêve, Sharon annonce une nouvelle offensive et déclare ne pas compter sur Abbas et le Hamas annonce une riposte après le raid israélien du 15.
- Indonésie : Jakarta annonce un traité de paix préliminaire avec les séparatistes du GAM à Aceh, conclu la veille à Helsinki (Finlande). Le conflit avait fait 16 000 morts en trente ans.
- France : victoire de la 15e étape du Tour de France 2005, considérée comme la plus difficile du Tour de France 2005 par George Hincapie[n 1].
- Royaume-Uni : mort de l'ancien Premier ministre britannique Edward Heath.

## Lundi18 juillet
- Liban : Samir Geagea chef des milices chrétiennes des Forces libanaises durant la guerre civile, est amnistié à la suite du départ des Syriens.

## Mardi19 juillet
- France : mort du médecin Alain Bombard à l'âge de 80 ans.
- France : victoire d'Óscar Pereiro lors de la 16e étape du Tour de France 2005.
- France : Dominique de Villepin annonce une réforme de la journée de solidarité du lundi de Pentecôte
- Liban : formation du gouvernement de Fouad Siniora avec la participation du Hezbollah.
- Israël : début du rassemblement contre l'évacuation de la Bande de Gaza décidée par Ariel Sharon.
- France, économie : PepsiCo tente une OPA sur le numéro un mondial de l'industrie laitière, le français Danone.
- Niger : Jan Egeland, le coordinateur de l'ONU pour les secours d'urgence, a lancé un cri d'alarme concernant la situation au Niger. La sécheresse de l'année dernière et les invasions de criquets pèlerins ont ravagé les cultures et créés une situation de famine. Jan Egeland a demandé une aide de 30 millions de dollars. Le plus dramatique est que cette situation aurait pu être enrayé bien avant, si les pays donateurs avaient véritablement délié leurs bourses. Toujours selon Jan Egeland : « Un dollar par jour et par enfant aurait suffi à enrayer les progrès de la malnutrition si les donateurs s'étaient mobilisés à temps. Désormais, il faut pas moins de 80 dollars pour sauver la vie d'un seul enfant. »

## Mercredi20 juillet
- Royaume-Uni : Rachid Belkacem, suspect lié à l'assassinat le  2 novembre 2004 à Amsterdam du réalisateur et polémiste néerlandais Theo van Gogh va être extradé vers les Pays-Bas.
- États-Unis : George W. Bush nomme John Roberts, un juge républicain, à la Cour suprême des États-Unis en remplacement de Sandra Day O'Connor, qui a annoncé sa démission le 1er juillet 2005.
- France : victoire de l'italien Paolo Savoldelli lors de la 17e étape du Tour de France 2005.
- Colombie : les FARC libèrent un prisonnier pour la première fois en quatre ans.
- Chine, économie : au premier semestre, la croissance est à 9,5 %, les investissements en hausse de 25,4 %, la production industrielle en hausse de 16,4 % et les prix à la consommation en hausse de 2,3 %.
- Cachemire : cinq membres des forces de sécurité trouvent la mort dans l'explosion d'une voiture piégée.
- Pakistan : des rafles dans les milieux islamistes ont permis une centaine d'arrestations.
- Indonésie, grippe aviaire : trois premières morts chez l'homme dans le pays.
- Irak : six tués dans un attentat suicide contre un centre de recrutement à Bagdad.
- Palestine : cinq Palestiniens blessés dans des heurts interpalestiniens à Gaza. Par ailleurs, un enfant palestinien est tué par un colon lors d'une rixe.
- Israël : la Knesset rejette un report du retrait de Gaza.
- Londres : accord Londres-Amman pour expulser des Jordaniens.
- Économie : Kodak veut supprimer entre 22 500 et 25 000 emplois au lieu des 15 000 prévus.
- Arabie saoudite : l'ambassadeur saoudien à Washington a démissionné. Par ailleurs, l'ambassade américaine avertit contre des attaques dans le pays ce qui est confirmé dans la soirée par les forces de sécurité saoudiennes.
- Attentats de Londres : Tony Blair déclare que la police a fait « tout son possible » pour protéger le pays et envisage une conférence internationale sur l'extrémisme. Mise au point d'une procédure d'expulsion pour les auteurs de « comportements inacceptables ».
- Iran : la justice envisage la grâce du dissident Ganji.

## Jeudi21 juillet
- Londres : nouvelle série de bombes dans les transports à Londres. Malgré cela le Premier ministre britannique Tony Blair, a demandé aux Londoniens de reprendre leurs activités normales. Le chef de Scotland Yard, Ian Blair, a évoqué un blessé. Il a également précisé que les attaques avaient été commises avec des bombes plus petites que celles du 7 juillet, que de toute évidence, l'intention devait être de tuer et également qu'il était trop tôt pour dire si les attentats étaient liés avec ceux survenus deux semaines auparavant. Aucune revendication n'a encore été enregistrée. Les premières constatations n'ont pas montré de trace d'agents chimiques.
- Allemagne : le président allemand Horst Köhler a dissous le Bundestag et a convoqué des élections législatives anticipées pour le 18 septembre prochain
- États-Unis : cinquante-deux détenus de la base américaine de Guantanamo, à Cuba, sont en grève de la faim pour protester contre leurs conditions d'incarcération.
- Madagascar : le président français Jacques Chirac s'est exprimé sur les événements de 1947 et a reconnu le caractère « inacceptable des répressions » nées « des dérives du système colonial».
- Congo : le procès de l'affaire des disparus du Beach, au cours de laquelle seize personnes comparaissent pour l'assassinat en 1991 au port fluvial de Brazzaville de réfugiés congolais, s'est ouvert jeudi dans la capitale congolaise.
- Corée du Nord : le pays veut normaliser ses relations avec les États-Unis et est prêt à abandonner ses armes nucléaires si Washington abandonne sa politique hostile à son égard, selon un porte-parole nord-coréen.
- Chine, économie : la Chine a réévalué le yuan, sa monnaie nationale, pour la première fois depuis 10 ans, en fixant un nouveau taux de change de 8,11 pour 1 dollar. Dans la soirée, le G7 salue cette décision.
- Afrique : le ministre rwandais des Finances Donald Kaberuka a été élu, jeudi à Tunis président de la Banque africaine de développement avec les voix de 55 des 77 états membres.
- Irak : le chargé d'affaires Ali Billaroussi de l'ambassade d'Algérie en Irak a été enlevé, ainsi qu'un attaché d'ambassade, Azzedine Belkadi. L'enlèvement a eu lieu dans le quartier de Mansour, à 100 mètres de l'ambassade à Bagdad. Cet enlèvement fait suite à plusieurs autres agressions et même un assassinat, de membres du corps diplomatiques.
- France : Jacques Chirac se dit «particulièrement vigilant et mobilisé» dans l'affaire de l'éventuelle OPA de PepsiCo sur le groupe français Danone.
- Attentats de Londres : deux des auteurs des attentats du 7 juillet à Londres s'étaient rendus une première fois au Pakistan en juillet 2003. Par ailleurs, «Il n'y a pas eu d'arrestation au Pakistan en relation avec les attentats de Londres», a affirmé jeudi à la presse l'ambassadeur britannique au Pakistan.
- Chine, économie : signature d'un contrat pour l'achat de vingt Airbus A330 pour un montant de 3,1 milliards de dollars.
- Soudan : incident diplomatique lors de la rencontre entre Condoleezza Rice et Omar el-Béchir ; des responsables américains affirment avoir été maltraités par les services de sécurité du président soudanais.
- États-Unis, économie : la compagnie pétrolière chinoise CNOOC maintient son offre en vue du rachat de l'américain Unocal et ce malgré la concurrence de la compagnie ChevronTexaco.
- États-Unis : la NASA annonce une nouvelle date de lancement de la navette spatiale Discovery, le 26 juillet à 14h34 UTC. Le problème concernant un des capteurs de la jauge d'hydrogène liquide dans le réservoir externe, qui a causé l'annulation du lancement le 13 juillet, n'a toujours pas été résolu. Bill Parsons, responsable du programme Discovery, a déclaré qu'environ 200 causes possibles de l'anomalie du capteur ont été écartées, sans toutefois trouver la véritable cause. Le lancement s'effectuera donc avec trois capteurs opérationnels sur quatre. Ce lancement sera le premier depuis la désintégration dans l'atmosphère de la navette spatiale Columbia, le 1er février 2003.
- Israël : une grande partie des gens qui s'étaient rassemblés pour protester contre le retrait de la bande de Gaza ont évacué les lieux dans la nuit. Dans la matinée, des responsables israéliens affirment leur intention d'avancer la date du retrait de la bande de Gaza.
- France : l'Espagnol Marcos Serrano gagne la 18e étape du Tour de France 2005.
- Asie centrale : Après les autorités kirghizes et ouzbèkes, le chef de la diplomatie tadjike a demandé à la coalition dirigée par les États-Unis de fixer un calendrier pour le retrait de ses troupes conventionnelles d'Asie Centrale. Cela fait suite à la demande de l'Organisation de coopération de Shanghai (OCS) du 5 juillet qui avait demandé le départ des troupes américaines présentes sur leurs territoires, demande refusée par la secrétaire d'État américaine Condoleezza Rice.

## Vendredi22 juillet
- Londres : à la suite des attentats de Londres du 21 juillet 2005, des arrestations ont lieu. Scotland Yard abat par erreur un homme soupçonné à tort d'être lié aux attentats.
- Espagne, laïcité : le gouvernement Zapatero présente un projet de loi qui prévoit de rendre facultatifs les cours de religion catholique dans l'enseignement public, revenant sur des mesures de José María Aznar.
- Russie : Vladimir Poutine s'inquiète de signes lui suggérant qu'une révolution de velours, comme celles survenues en Géorgie et en Ukraine, pourrait survenir, par exemple, lors de prochaines élections[2].
- États-Unis, politique : la Chambre des représentants des États-Unis a approuvé, à une majorité de 257 voix contre 171, que 14 des 16 dispositions du Patriot Act (adoptées après les Attentats du 11 septembre 2001 à New York) deviennent permanentes. Les deux autres mesures controversées ont été prolongées d'une durée de dix ans[3].
- Birmanie : l'ancien Premier ministre birman Khin Nyunt, limogé en octobre pour corruption, a été condamné à 44 ans de prison avec sursis par un tribunal spécial de Rangoun.
- Bulgarie : le parti de centre-droit du Premier ministre bulgare sortant, Siméon de Saxe-Cobourg-Gotha, a annoncé vendredi qu'il refusait d'entrer dans un gouvernement de coalition conduit par le Parti socialiste, vainqueur des élections du 25 juin.
- Liban : la secrétaire d'État américaine Condoleezza Rice est arrivée vendredi à Beyrouth, où elle doit témoigner du soutien de Washington au nouveau gouvernement formé par Fouad Siniora.
- Togo : le président Faure Gnassingbé et le chef historique de l'opposition Gilchrist Olympio sont convenus au cours d'une rencontre jeudi à Rome de condamner et d'arrêter la violence au Togo, a annoncé la communauté catholique de Sant'Egidio.
- Corée du Nord : le pays a indiqué qu'il souhaitait conclure un traité de paix avec les États-Unis en remplacement de l'armistice signé à la fin de la guerre de Corée, en 1953. Par ailleurs, la délégation nord-coréenne aux pourparlers pour mettre fin au programme nucléaire militaire de Pyongyang est arrivée vendredi à l'aéroport de Pékin.
- États-Unis, économie : la holding française Artémis a été condamnée à 700 millions de dollars d'amende dans l'affaire Executive Life à Los Angeles, mais ce verdict a immédiatement été contesté par les avocats de la holding du milliardaire français, François Pinault.
- France : Giuseppe Guerini emporte la 19e étape du Tour de France 2005

## Samedi23 juillet
- Sciences : la NASA a décidé hier de programmer un nouveau lancement de la navette spatiale Discovery le mardi 26 juillet à 14 h 39 GMT (10 h 30 en Floride, 16 h 39 en France).
- Égypte : des attentats à Charm el-Cheikh font environ quatre-vingts morts.
- Cuba, justice : nouvelles arrestations d'opposants au régime cubain à la Havane.
- Espagne, religion : le gouvernement espagnol va présenter un projet de loi rendant facultative l'éducation religieuse
- Niger : réveil de la communauté internationale pour combattre le début de famine qui menace le Niger.
- France : mort de l'auteur de documentaires animaliers, Christian Zuber des suites d'un cancer à 75 ans.
- Lituanie : le 90e congrès mondial d’espéranto s’ouvre à Vilnius, jusqu’au 30 juillet. Il est suivi par des participants venus de 62 pays et a pour thème « Les Congrès mondiaux : 100 ans de communication interculturelle ».

## Dimanche24 juillet
- Cuba, justice : libération de plusieurs opposants au régime castriste
- Amérique du Sud : lancement de la télévision Tele Sur, à l'initiative des gouvernements du Venezuela, de Cuba, d'Argentine et d'Uruguay.
- France : un octogénaire irascible tire sur des hélicoptères bombardiers d'eau
- Royaume-Uni, terrorisme : une directive secrète aurait conduit la police à abattre un innocent suspecté de terrorisme à Londres
- Iran, justice : un rapport de la justice iranienne admet avoir utilisé la torture, mais elle annonce également que c'est du passé.

## Lundi25 juillet
- Sciences, espace : le plus gros satellite de télécommunications du monde, Thaïcom-4, sera lancé du centre spatial guyanais de Kourou dans la nuit du 10 au 11 août à l'aide d'un lanceur Ariane 5[4].
- Asie centrale, Kirghizstan : le secrétaire américain à la Défense Donald Rumsfeld était attendu lundi soir au Kirghizistan pour discuter de l'avenir de la base militaire américaine dans ce pays pour laquelle les autorités, soutenues par la Russie, ont demandé une date de fermeture. En effet, début juillet, les présidents des pays de l'Organisation de coopération de Shanghaï (OCS - Russie, Chine, Kazakhstan, Kirghizistan, Ouzbékistan, Tadjikistan) ont demandé que soit fixée une date pour la fermeture des bases installées par la coalition internationale en Asie centrale pour mener les opérations en Afghanistan après les attentats anti-américains de septembre 2001[5].
- France : il y a dix ans explosait une bombe à la station de RER Saint-Michel à Paris.
- États-Unis : scission du premier syndicat américain, l'AFL-CIO.
- Canada, Montréal : Laure Manaudou devient pour la première fois championne du monde de natation sur le 400 mètres nage libre.

## Mardi26 juillet
- Asie centrale, géopolitique : la visite de Donald Rumsfeld au Kirghizstan et au Tadjikistan a permis de conserver la base militaire américaine de Manas dans le premier cas. Dans le second, l'espace aérien Tadjik dédié aux forces de la coalition, à la suite des attentats du 11 septembre 2001. Aucune date de retrait des troupes de la coalition internationale de cette région du globe ne sera donc fixée, exigence qui avait été formulée le 5 juillet lors d'un sommet de l'Organisation de coopération de Shanghai (OCS)[6].
- Cap Canaveral (États-Unis) : décollage réussi de la navette spatiale Discovery pour la mission STS-114 à 16h39 (heure de Paris).
- Pays-Bas : Mohammed Bouyeri, l'assassin du cinéaste néerlandais Theo Van Gogh qui avait reconnu sa culpabilité en affirmant avoir agi au nom de l'Islam, a été condamné mardi à Amsterdam à la réclusion à perpétuité[7].
- Liban : libération de Samir Geagea, l'ancien chef des Forces libanaises quitte le pays dès sa sortie de prison, pour être soigné en France.
- Irak : un rapport d'Amnesty International condamne les crimes commis en Irak.
- France, justice : La Cour européenne des droits de l'homme (CEDH) a condamné la France, dont la législation en la matière est trop floue, pour n'avoir pas suffisamment réprimé un cas d'esclavage domestique dont avait été victime entre 1994 et 1998 une jeune Togolaise employée sans rémunération par un couple parisien. Selon le CCEM, quelque 300 nouveaux cas d'esclavage moderne sont signalés chaque année. Une trentaine seulement donnent lieu à une procédure judiciaire[8].
- France : mort de l'ex-juge Thierry Jean-Pierre à la veille de ses 50 ans des suites d'un cancer.
- France : mort du plus grand historien du communisme, Pierre Broué

## Mercredi27 juillet
- Égypte, Terrorisme : Dans les semaines précédents les attentats de Charm el-Cheikh du 23 juillet 2005, des informations précises sur la préparation d'une attaque à la voiture piégée aurait été en possession du gouvernement selon  diverses sources égyptiennes concordantes dont certaines parmi les forces de sécurité qui ont réclamé de rester anonymes[9].
- France : le verdict du procès de pédophilie d'Angers condamne 62 inculpés, pour un total de 525 ans de prison, et en acquitte trois.
- Navette spatiale Discovery, mission STS-114 : un petit bout de tuile et un autre débris un peu plus important provenant de la navette spatiale américaine sont retombés mardi après le lancement réussi de Discovery, a annoncé la NASA, ce morceau de tuile (3,8 cm) paraît provenir du train d'atterrissage droit situé sur le nez de la navette.
- Espagne, Galice : fin de l'ère Fraga, dernière figure du franquisme. Le socialiste Emilio Pérez Touriño, soutenu par une coalition avec le Bloc nationaliste galicien, assume formellement l'exécutif de la communauté autonome.
- États-Unis : mort de l'écrivain américaine de livres pour enfants, Catherine Woolley à Truro dans le Massachusetts à l'âge de 100 ans.
- États-Unis : mort l'auteur hollandais de bandes dessinées, l'un des plus importants créateurs européens de BD des années 1950 et 1960, Marten Toonder de causes naturelles à l'âge de 93 ans.
- Angola : mort du député du groupe parlementaire du Mouvement populaire pour la libération de l'Angola (MPLA-parti au pouvoir) et du secrétaire-adjoint du comité provincial du MPLA à Moxico, Mendonça Canguende des suites d'une maladie à l'âge de 61 ans.
- États-Unis : mort du cinéaste et directeur de théâtre américain, Danny Simon, des complications d'apoplexie à l'âge de 87 ans.
- Italie : mort du peintre américain Al Held dans la piscine de sa maison à Todi (hameau de Camerata) à l'âge de 76 ans.
- France : mort du saxophoniste américain, ancien combattant de la Seconde Guerre mondiale, Bill Coleman à l'âge de 81 ans au CHU de Caen.

## Jeudi28 juillet
- États-Unis, NASA : les responsables de la NASA ont décidé, à la suite des problèmes rencontrés par la navette spatiale Discovery lors de la mission STS-114, de suspendre tous les vols futurs des navettes spatiales.
- Amériques, Economie : les États-Unis adoptent un traité de libre-échange avec l'Amérique centrale[10].
- Inde : la mousson a fait au moins 786 morts dans la région de Bombay[11].
- Guerre en Irak : le premier épisode d'Over There, un feuilleton narrant la situation des soldats Américains engagés en Irak a été diffusé par la chaîne de télévision spécialisée FX hier soir à 22 heures. Cette chaîne appartient à Rupert Murdoch qui fut favorable à l'entrée en guerre des États-Unis. C'est la première fois qu'une série télévisée relatant un conflit en cours est diffusé[12].
- Royaume-Uni : l'IRA provisoire annonce la fin de sa « campagne armée » et ordonne à toutes ses unités de « déposer les armes ».

## Vendredi29 juillet
- États-Unis, Pasadena : annonce de la découverte d'une possible dixième planète du système solaire, pour l'instant dénommée 2003 UB313, par l'astronome Michael E. Brown de la Caltech. Elle se situe à 14,5 milliards de kilomètres du soleil et mesurerait une fois et demi la taille de Pluton. Elle a été détectée en janvier 2005 à l'observatoire du mont Palomar, près de San Diego et photographiée depuis.
- France, Entreprise : Bouygues a décidé de ne pas participer à l'appel d'offres en vue d'acquérir une ou plusieurs des 3 sociétés d'autoroutes (Autoroutes du sud de la France (ASF), Société des autoroutes du nord et de l'est de la France (Sanef) et Autoroutes Paris-Rhin-Rhône (APRR) ) destinées à la privatisation[13].
- Israël : lors d'une rencontre avec des représentants de la communauté juive de France (2e du monde avec 600 000 personnes), Ariel Sharon a fait part de son objectif de faire venir un million de juifs en Israël d'ici quinze ans[14].
- Royaume-Uni, terrorisme : trois hommes ont été arrêtés dans l'ouest de la capitale britannique en relation avec l'enquête sur les attentats de Londres du 21 juillet 2005, a annoncé la police[15].
- Guinée-Bissau : l'ancien président João Bernardo Vieira revient au pouvoir avec 55 % des voix, après avoir été contraint à l’exil en 1999, après la présidentielle de dimanche dernier.
- France : mort du compositeur français Francis Miroglio, qui fonda et anima à Saint-Paul-de-Vence (Alpes-Maritimes) et à Orléans (Loiret) deux festivals de musique contemporaine, est mort le 29 juillet, a-t-on appris lundi 1er août par sa famille. Il avait 80 ans.
- États-Unis : mort de l’acteur et humoriste américain Pat McCormick au Motion Picture and Television Fund’s hospital à Woodland Hills à l’âge de 78 ans.
- Chine : mort de l'ancien vice-président du Comité permanent de l'Assemblée populaire nationale de Chine, Cheng Siyuan à Pékin des suites d'une longue maladie à l'âge de 97 ans.

## Samedi30 juillet
- Espace : la navette Discovery prolonge sa mission d'un jour.
- Royaume-Uni, terrorisme : les auteurs des attentats de Londres du 21 juillet 2005 ont tous été arrêtés.
- France, Faucon : mort de Wim Duisenberg, ancien ministre néerlandais et premier gouverneur de la Banque centrale européenne. Il a été retrouvé mort dans la piscine de sa propriété[16].

## Dimanche31 juillet
- Soudan : le vice-président John Garang, chef du Mouvement populaire de libération du Soudan, meurt dans un accident d'hélicoptère. Des émeutes commencent à Khartoum et d'autres villes. Mardi, on comptait déjà 80 morts.
- Iran : le pays menace de reprendre l'enrichissement de l'uranium pour préparer des armes nucléaires.